# ليوبولد فيلهلم أرشيدوق النمسا
أرشيدوق ليوبولد فيلهلم من النمسا (بالألمانية: Leopold Wilhelm von Österreich )‏ (و. 1614 – 1662 م) هو عسكري، وكاهن كاثوليكي من النمسا، وإسبانيا، والكومنولث البولندي الليتواني، ولد في فينر نويشتات، ويحمل رتبة عسكرية فريق أول، توفي في فيينا، عن عمر يناهز 48 عاماً.

## مناصب
تولى منصب سيد فرسان تيوتون الأكبر ‏ (1639–1662)
- أسقف أولوموتس (1637–1662)
- أسقف ستراسبورج (1626–1662)
- رئيس أساقفة
- أسقف كاثوليكي

.
| المناصب السياسية                       | المناصب السياسية                     | المناصب السياسية                 |
| -------------------------------------- | ------------------------------------ | -------------------------------- |
| سبقه يوهان كاسبار فون ستاديون          | سيد فرسان تيوتون الأكبر ‏ 1639 - 1662 | تبعه أرشيدوق كارل يوزف من النمسا |
| سبقه يوهان إرنست بلاتيس من بلاتنشتاين ‏ | أسقف أولوموتس 1637 - 1662            | تبعه أرشيدوق كارل يوزف من النمسا |
| سبقه ليوبولد الخامس، أرشيدوق النمسا    | أسقف ستراسبورج 1626 - 1662           | تبعه فرانز إيغون فون فورستينبيرغ |